# NGC 4072
NGC 4072是一个位于后发座的 透鏡狀星系，距离地球3亿光年，1872年4月3日由羅夫·科普蘭发现，属于NGC 4065星系群。NGC 4072也是LINER星系。